# Duchesnea chrysantha
Duchesnea chrysantha là loài thực vật có hoa trong họ Hoa hồng. Loài này được (Zoll. & Moritzi) Miq. mô tả khoa học đầu tiên năm 1855.